# Aïcha Belco Maïga
Pour les articles homonymes, voir Maïga.
Assory Aïcha Belco Maïga, née en 1962 à Kidal, est une femme politique malienne. Elle est notamment députée à l'Assemblée nationale du Mali depuis 2014.

## Biographie
Aïcha Belco Maïga, membre du Rassemblement pour le Mali et ex-membre de l'Adéma-PASJ, remporte les élections législatives maliennes de 2013 dans la circonscription électorale de Tessalit, et siège donc à l'Assemblée nationale à partir du 1er janvier 2014. Elle est réélue lors des élections législatives maliennes de 2020. Elle est alors nommée 7e vice-présidente de l'Assemblée nationale. L'Assemblée nationale est dissoute le 19 août 2020 après un coup d'État.